# Pfarrkirche Ebenthal in Kärnten

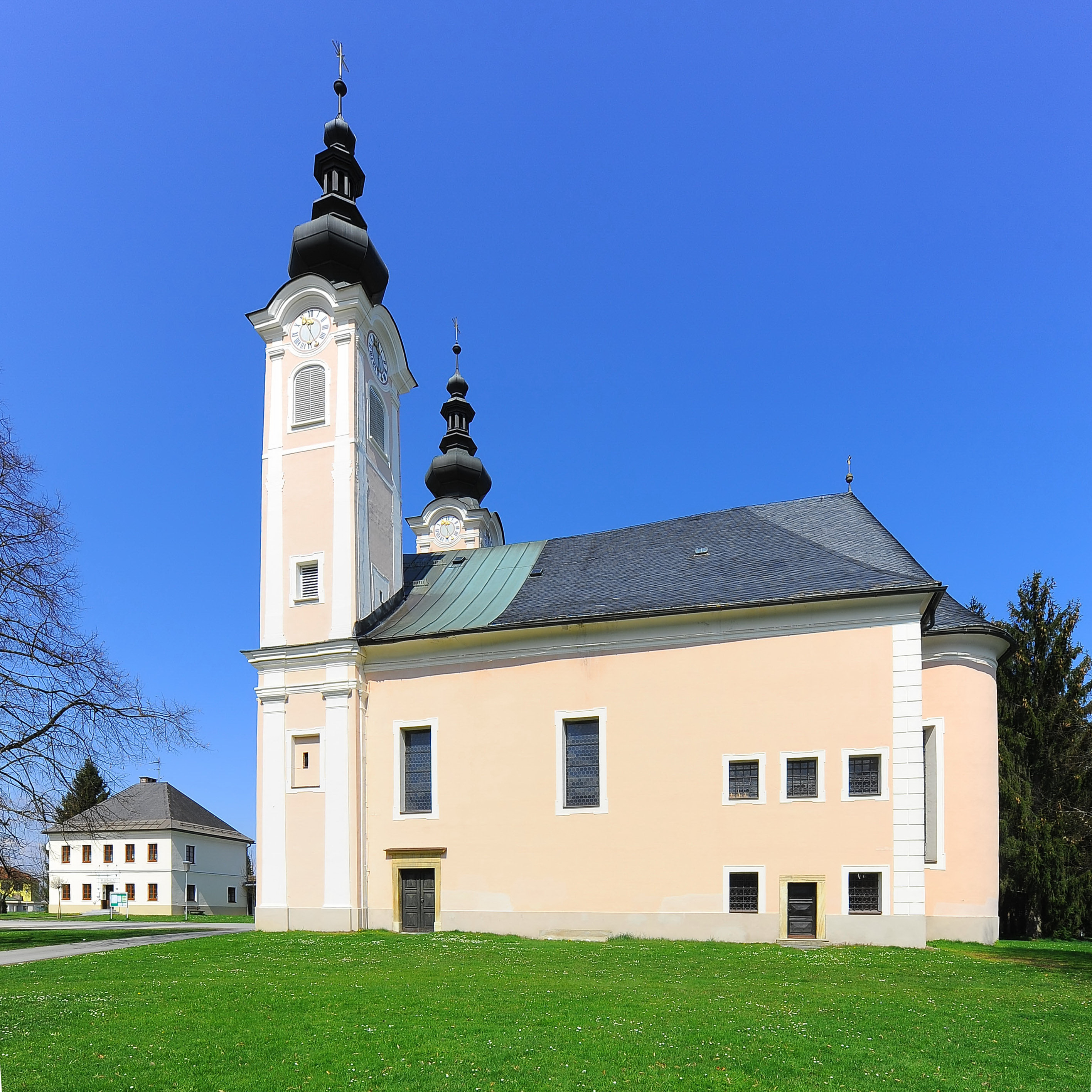
Katholische Pfarrkirche Maria Hilf und Peter und Paul in Ebenthal

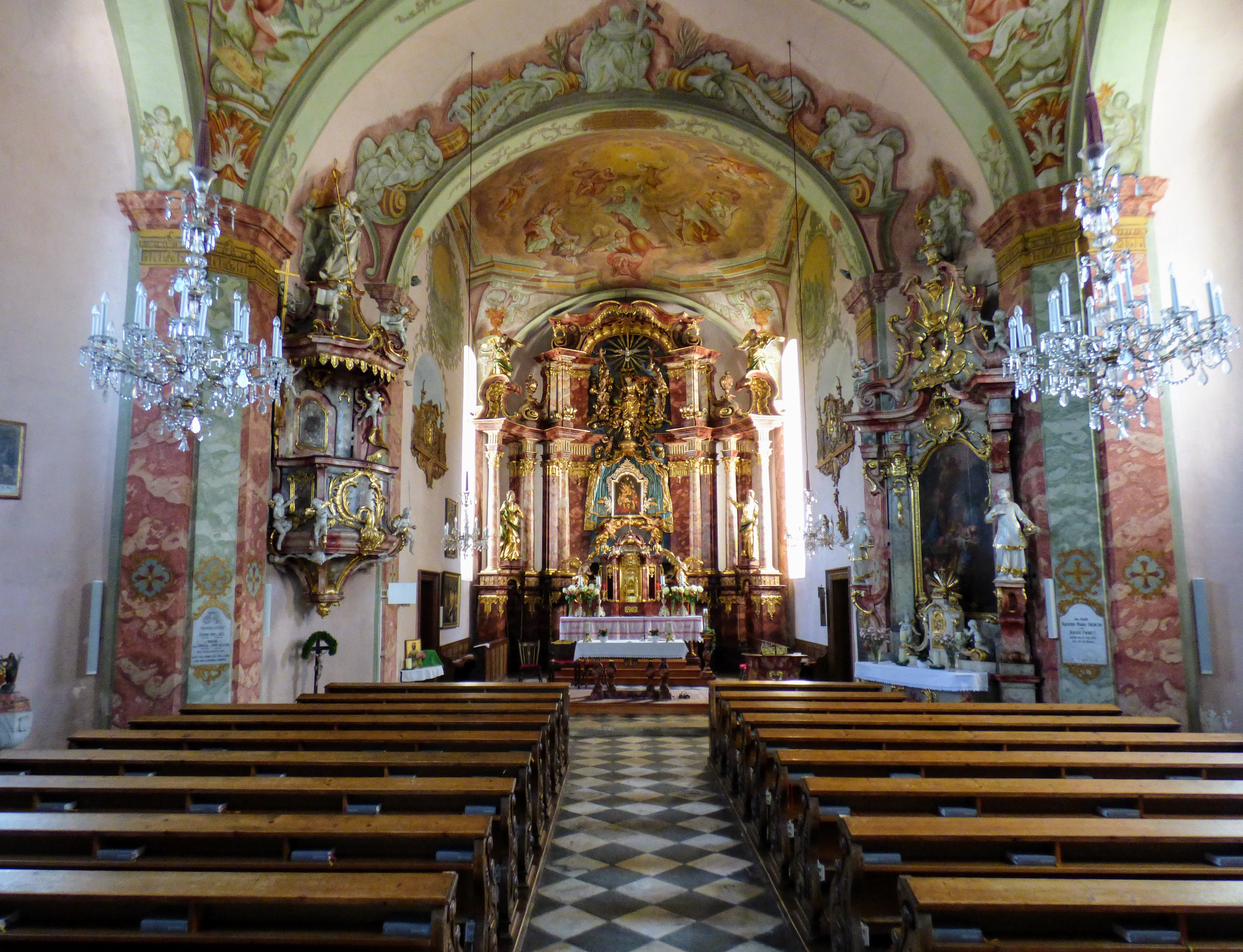
Langhaus, Blick zum Chor

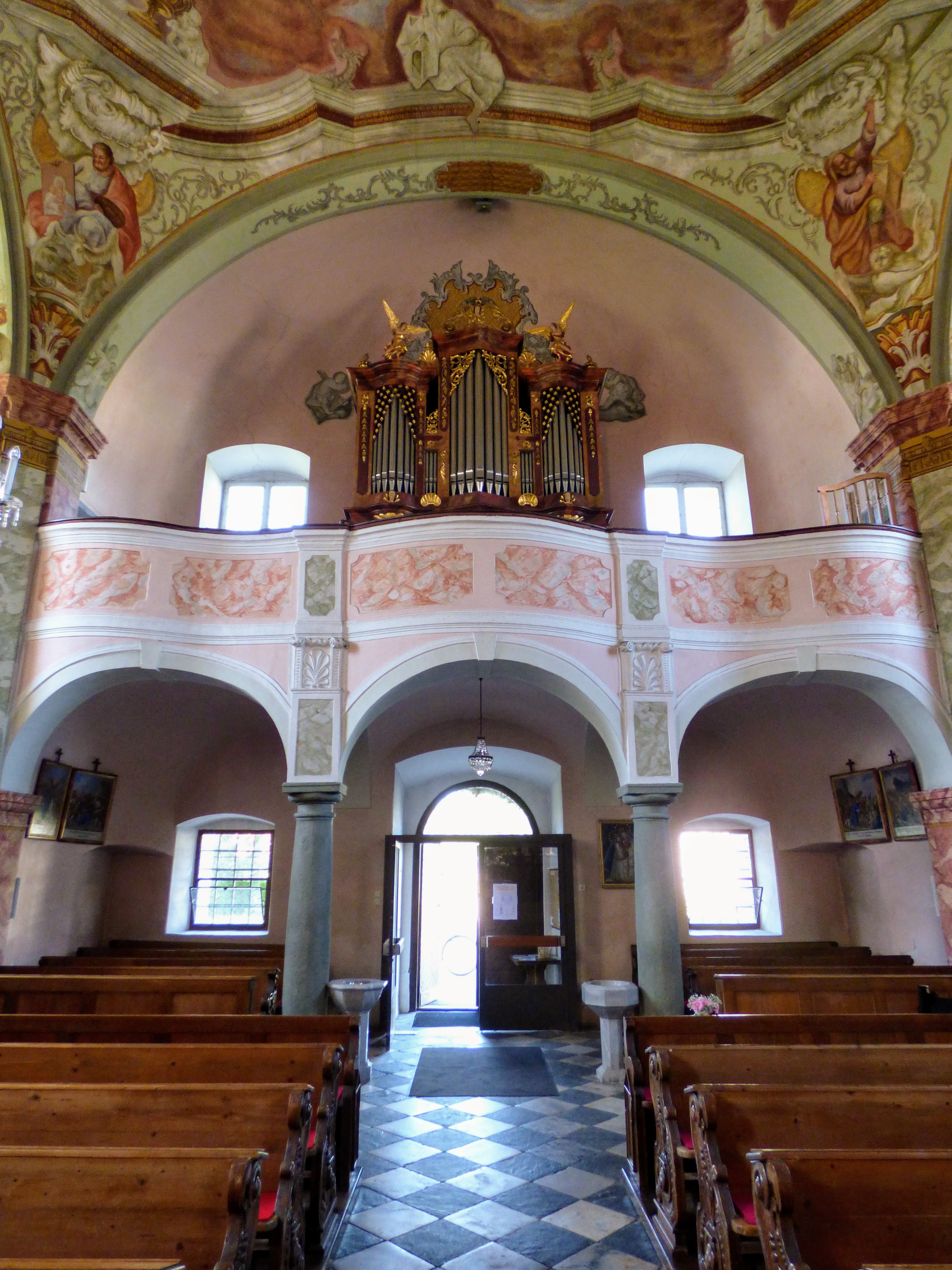
Langhaus, Blick zur Orgelempore

Die Pfarrkirche Ebenthal in Kärnten steht auf einem freien Platz in der Marktgemeinde Ebenthal in Kärnten im Bezirk Klagenfurt-Land in Kärnten. Die auf Maria Hilf und Peter und Paul geweihte römisch-katholische Pfarrkirche gehört zum Dekanat Klagenfurt-Stadt in der Diözese Gurk-Klagenfurt. Die Kirche steht unter Denkmalschutz (Listeneintrag).

## Geschichte
An der Stelle der heutigen Kirche wurde von 1265 bis 1267 die Vorgängerkirche St. Peter zu Schrelz erbaut. Der Ort Schrelz wurde 1567 auf Ebenthal umbenannt. Die heutige Kirche wurde vor 1767 unter Probst Anton Buecher errichtet und 1770 geweiht. Die Filialkirche von Gurnitz wurde 1905 zur selbständigen Pfarrkirche erhoben.

## Architektur
Der einheitliche spätbarocke Kirchenbau hat zwei schlanke Westtürme mit Zwiebelhelmen. Die Gewölbemalerei schuf Gregor Lederwasch (1766).

## Ausstattung
Der mächtige spätbarocke Hochaltar mit einer aufgelockerten Säulenarchitektur zeigt das Gnadenbild Maria Hilf und trägt über den Opfergangportalen die Figuren Peter und Paul in einer Fassung von Anton Jaggl 1762. Den Tabernakel schuf Josef Kapfer 1767, die plastische Ausschmückung schuf Benedikt Pläß 1768.
Der rechte Seitenaltar um 1770 zeigt das Gemälde Heilige Familie mit Johannesknabe von Gregor Lederwasch und trägt die Figuren Stephanus und Laurentius. Der linke Seitenaltar nennt I. R. 1820 zeigt das Gemälde Apollonia von Alexandria von Gregor Lederwasch und trägt die Figuren Katharina und Lucia.
Die Rokokokanzel aus dem dritten Viertel des 18. Jahrhunderts wurde Josef Mayer zugeschrieben, sie zeigt das Wappen vom Probst J. Aichwalder von Gurnitz, der Schalldeckel trägt die Figur Guter Hirte. Links davon steht ein achteckiger gotischer Taufstein mit einem Steinmetzzeichen.
Die Orgel mit 11 Registern hat ein spätbarockes Gehäuse und wurde von Rudolf Novak gebaut.

## Gedenktafeln
- An der Südwand im Chor Gedenktafel zum Stifter der Kirche A. Buecher 1767 mit Wappen.
- Nordseitig am Triumphbogen Gedenktafel der Familie Graf Goëß.
- Südseitig am Triumphbogen Gedenktafel an den Besuch von Maria Theresia in Ebenthal 1765.